# 七彩虹
七彩虹（チツァイホン、カラフル(Colorful)）または世和資訊（Seethru Co.,Ltd）は、中国のPCパーツメーカー。

## 概要
1995年に広東省の深圳市にて設立。設立当初は台湾やアメリカにあるPCパーツメーカーの大陸における代理店として活動し、1999年より七彩虹（colorful）ブランドで独自展開を開始。現在はビデオカード、マザーボードといったPCパーツや、PCパーツ系の電子部品を製造している。
1990年代から現在まで、大陸における最大手の自作PC用パーツメーカーとして知られている。特にビデオカードが有名で、2002年から2017年現在までビデオカード市場で中国1位を維持している。大陸におけるビデオカードのシェアは20.9%(2010年)。また、PCパーツ以外も製造しており、タブレットPCのシェアは中国4位(2013年)。 
2017年現在は、ビデオカードのシェアで中国1位（世界4位）、マザーボードのシェア中国3位、電源のシェア中国3位。
2017年に日本に進出。国内代理店はリンクスインターナショナル。
2018年にSSDの品質問題が浮上する。

## 歴史
1995年に「世和资讯」の名で設立。
1996年から1999年まで台湾のGIGABYTE（ギガバイト）と提携し、大陸におけるギガバイトの主要な代理店の一つとなった。
1999年2月、七彩虹（英文名 Colorful）の独自ブランドを開始し、ビデオカード、マザーボード、自作パーツなどの製造を開始する（一部産品は柏能集団（PC Partner）がEMSとして製造）。Colorflyブランドに続いて镭风(Colorfire)ブランドも開始、一般パーツ用のColorflyブランドに対して、後者はATiのビデオカード専門のブランドだった（なお七彩虹(colorfly)ブランドのビデオカードはNVIDIA専用）。
2000年2月、広達電脳（クアンタ）と提携し、大陸におけるクアンタの唯一の正規代理店となる。
2001年11月、艾崴科技と提携し、大陸における艾崴のマザーボードの代理店となる。
2003年、周辺機器ブランドの鑫谷（Sego）を立ち上げる。
2010年、NVIDIAのGPU供給ポリシーに従い、組織を「七彩虹集団(Colorfly Group)」に改編。NVIDIAのビデオカードのみを販売することにする。ただし実際は、AMD製品は別名義の会社から別ブランドで販売中。
2018年、SSDについて使用チップが廃棄品や不良品を流用した偽装品ではないかとの疑惑が浮上し、炎上するが日本での販売代理店であるリンクスインターナショナルはこれを否定。

## 主要産品
- 「七彩虹(Colorful)」ブランド：
  - マザーボード
  - NVIDIAビデオカード
  - SSD
  - 一体型ゲーミングPC
  - タブレットPC
  - モバイル電源

- 「鐳風(Colorfire)」ブランド（別会社の「九云天科技有限公司」名義）：
  - ATi/AMDビデオカード

- 「鑫谷(Segotep)」ブランド：
  - PCケース
  - PC電源
  - マウス
  - キーボード